# Tonny Koeswoyo
Koestono «Tonny» Koeswoyo (19 de enero de 1936 - 27 de marzo de 1987) fue un cantante, compositor y músico de género rock indonesio. Además fue líder y vocalista del grupo musical Koes Plus. Koeswoyo tocaba el piano, la guitarra y el teclado con su banda.

## Instrumentos

### Guitarra
- Fender Stratocaster
- Gibson SG Special
- Hofner Galaxy Series
- Hofner Verythin CT
- Burns Baldwin
- Gibson Les Paul

### Organano
- Farfisa Compact Duo
- Farfisa Professional Series

## Discografía

### Con Koes Plus
1962
1. Dara Manisku;Jangan Bersedih/Dewi Rindu;Si Kancil (Irama)
2. Selamat Berpisah/Selalu (Irama)
3. Harapanku / Kuduslah Tjintamu  (7") (Irama NP-31)

1964
1. Pagi Yang Indah/Oh Kau Tahu (Irama)
2. Angin Laut/Aku Rindukan Kasihmu (7") (Irama NP-33)
3. Selalu / Awan Putih (7") (Irama NP-34)
4. Bis Sekolah / Gadis Puri  (7") (Irama NP-35)
5. Aku Rindu / Sendja   (7") (Irama NP-36)
6. Kus Bersaudara (Dari Berpita;Untuk Ibu/Bintang Ketjil;Dipantai Bali)(Irama EP-61)
7. Meraju Kalbu (Oh Kau Tahu;Pagi Yang Indah/Aku Rindu;Awan Putih)(EP)
8. Angin Laut;Aku Rindukan Kasihmu/Bis Sekolah Gadis Puri (EP)
9. Angin Laut (Koes Bersauadra 1962–1964) (LP) (Dara Manisku; Djangan Bersedih; Harapanku; Dewi Rindu; Bis Sekolah; Pagi Jang Indah/Si Kantjil; Oh Kau Tau; Telanga Sunji; Angin Laut; Sendja; Selamat Berpisah)(Irama LPI 17573)

1967
1. To The So Called "The Guilties" (Mesra)
2. Djadikan Aku Domba Mu (Mesra MP-41)
3. Dara Puspita / Kus Bersaudara – Pesta Pak Lurah;Halo Halo (Dara Puspita)/Ami;Senandung Malam Hari (Kus Bersaudara) EP) Irama EPLN-2)

1977
1. Koes Bersaudara Kembali (Remaco)

1986
1. Koes Bersaudara 86 Lagi Lagi Kamu

1987
1. Koes Bersaudara 87 Kau Datang Lagi
2. Koes Bersaudara 87 Pop Jawa
3. Koes Bersaudara 87 Pop Anak – Anak
4. Koes Bersaudara 87 Happy Birthday
5. Koes Bersaudara 87 Bossas
6. Koes Bersaudara 87 Pop Batak

1988
1. Koes Bersaudara 88 Country Pop

2000
1. Koes Bersaudara Pop Batak Vol. 2
2. Koes Bersaudara Pop Jawa

### Álbumes de Koes Plus
1969
1. Koes Plus Dheg-dheg Plas (Melody. LP-23)

1970
1. Natal bersama Koes Plus (EP) (Mesra. EP-97)
2. Koes Plus Volume 2 (Mesra. LP-44)

1971
1. Koes Plus Volume 3 (Mesra. LP-48)

1972
1. Koes Plus Volume 4 Bunga Di Tepi Jalan (Mesra. LP-50)
2. Koes Plus Volume 5 (Mesra. LP-51)

```
1973
```

1. Koes Plus Volume 6 (Mesra. LP-60)
2. Koes Plus Volume 7 (Mesra. LP-65)
3. Koes Plus Volume 8 (Remaco. RLL-187)
4. Koes Plus Volume 9 (Remaco. RLL-208)
5. Christmas Song (Remaco. RLL-210)

1974
1. Koes Plus Volume 10 (Remaco. RLL-209)
2. Koes Plus Volume 11 (Remaco. RLL-301)
3. Koes Plus Volume 12 (Remaco. RLL-302)
4. Koes Plus Qasidah Volume 1 (Remaco. RLL-341)
5. Natal bersama Koes Plus (LP) (Remaco. RLL-342)
6. Koes Plus The Best Of Koes
7. Koes Plus Pop Anak-Anak Volume 1 (Remaco. RLL-306)
8. Koes Plus Another Song For You (Remaco. RLL-348)
9. Koes Plus Pop Melayu Volume 1 (Remaco. RLL-314)
10. Koes Plus Pop Melayu Volume 2 (Remaco. RLL-347)
11. Koes Plus Pop Jawa Volume 1 (Remaco. RLL-248)
12. Koes Plus Pop Jawa Volume 2 (Remaco. RLL-311)
13. Koes Plus Pop Keroncong Volume 1 (Remaco. RLL-299)
14. Koes Plus Pop Keroncong Volume 2 (Remaco. RLL-300)
15. Koes Plus Volume 8 (Instrumental)
16. Koes Plus Volume 9 (Instrumental)
17. Koes Plus Volume 10 (Instrumental)
18. Koes Plus Volume 11 (Instrumental)
19. Koes Plus The Best Of Koes (Instrumental)
20. Koes Plus Pop Jawa Vol 1 (Instrumental)
21. Koes Plus Pop Jawa Vol 2 (Instrumental)
22. Koes Plus Pop Melayu Volume 1 (Instrumental)
23. Koes Plus Pop Keroncong Volume 1 (Instrumental)

1975
1. Koes Plus Volume 13 (Remaco. RLL-303)
2. Koes Plus Volume 14 (Remaco. RLL-631)
3. Koes Plus Selalu Dihatiku (Remaco. RLL-468)
4. Koes Plus Pop Anak-Anak Volume 2 (Remaco. RLL-448)
5. Koes Plus Pop Melayu Volume 3 (Remaco. RLL-390)
6. Koes Plus Pop Jawa Volume 3
7. Koes Plus Pop Melayu Volume 2 (Instrumental)

1976
1. Koes Plus In Concert (Remaco. RLL-635)
2. Koes Plus History Of Koes Brothers (Remaco. RLL-715)
3. Koes Plus In Hard Beat Volume 1 (Remaco. RLL-717)
4. Koes Plus In Hard Beat Volume 2 (Remaco. RLL-768)
5. Koes Plus In Folk Song Volume 1 (Remaco. RLL-)
6. Koes Plus Pop Melayu Volume 4 (Remaco. RLL-730)
7. Koes Plus Pop Keroncong Volume 3 (Remaco. RLL-388)
8. Koes Plus Pop Jawa Melayu (Remaco. RLL-633)
9. Koes Plus Volume 12 (Instrumental)

1977
1. Koes Plus Pop Jawa Volume 4

1978
1. Koes Plus 78 Bersama Lagi (Purnama. PLL-2061)
2. Koes Plus 78 Melati Biru (Purnama. PLL-2077)
3. Koes Plus 78 Pop Melayu Cubit-Cubitan (Purnama. PLL-3055)

1979
1. Koes Plus 79 Melepas Kerinduan (Purnama. PLL-323)
2. Koes Plus 79 Berjumpa Lagi (Purnama. PLL-3040)
3. Koes Plus 79 Aku Dan Kekasihku (Purnama. PLL-4022)
4. Koes Plus 79 Pop Melayu Angin Bertiup (Purnama. PLL-4009)

1980
1. Koes Plus 80 Jeritan Hati (Remaco. PLL-4044)

1981
1. Koes Plus 81 Sederhana Bersamamu (Purnama. PLL-5091)
2. Koes Plus 81 Asmara
3. Koes Plus Medley 13 Th Karya Koes Plus
4. Koes Plus 81 Pop Melayu Oke Boss
5. Koes Plus Medley Dangdut 13 Th Karya Koes Plus

1982
1. Koes Plus 82 Koperasi Nusantara
2. Koes Plus 81 Pop Keroncong

1983
1. Koes Plus 83 Da da da
2. Koes Plus Re-Arrange I & II
3. Koes Bersaudara Plus Garuda Pancasila

1984
1. Koes Plus 84 Angin Senja & Geladak Hitam
2. Koes Plus 84 Palapa
3. Koes Plus Pop Memble 84 (Puspita Record)
4. Koes Plus Album Nostalgia Platinum 1
5. Koes Plus Album Nostalgia Platinum 2
6. Koes Plus Album Nostalgia Platinum (Instrumental)

1985
1. Koes Plus 85 Ganja Kelabu

1987
1. Koes Plus 87 Cinta Di Balik Kota
2. Koes Plus 87 Lembah Derita
3. Milik Illahi
4. Koes Plus "Aids"

1988
1. Koes Plus 88 Jumpa Pertama
2. Koes Plus 88 Sakit

1989
1. Koes Plus "Reuni"
2. Koes Plus 89 Nasib

1990
1. Koes Plus Kidung Jawa "Pit Kopat Kapit"

1991
1. Koes Plus 91 Asam Di Gunung Garam Di Laut
2. Koes Plus Dangdut 91 Amelinda
3. Koes Plus Reggae

1993
1. Koes Plus 93 Mata Bertemu Mata
2. Koes Plus 93 Sedih

1994
1. Koes Plus "Tak Usah Kau Sesali"

1995
1. Koes Plus 95 Pantun Berkait

1996
1. Koes Plus Pop Melayu  Putus Cinta
2. Koes Plus Kasih 96

1997
1. Koes Plus Dores Rindu Kamu

1998
1. Koes Plus & Koes Bersaudara Disco House Music
2. Koes Plus 98 Nusantara 2000
3. Koes Plus Akustik
4. Koes Plus 98 Takdir Kehidupanku

1999
1. Koes Plus Pop Keroncong Abadi
2. Koes Plus Burung Dara
3. Koes Plus Back To Basic
4. Koes Plus Love Song Koes Plus (Billy J Budihardjo)

2006
1. Melaut Bersama Koes Plus

2009
1. Koes Plus Pembaharuan Song Of Porong

2011
1. Koes Plus Pembaharuan "Curiga" 2012
2. Dar Der Dor!